# Dryopteris aemula
Dryopteris aemula är en träjonväxtart. Dryopteris aemula ingår i släktet Dryopteris och familjen Dryopteridaceae.

## Underarter
Arten delas in i följande underarter:
- D. a. aemula
- D. a. liliana

## Bildgalleri

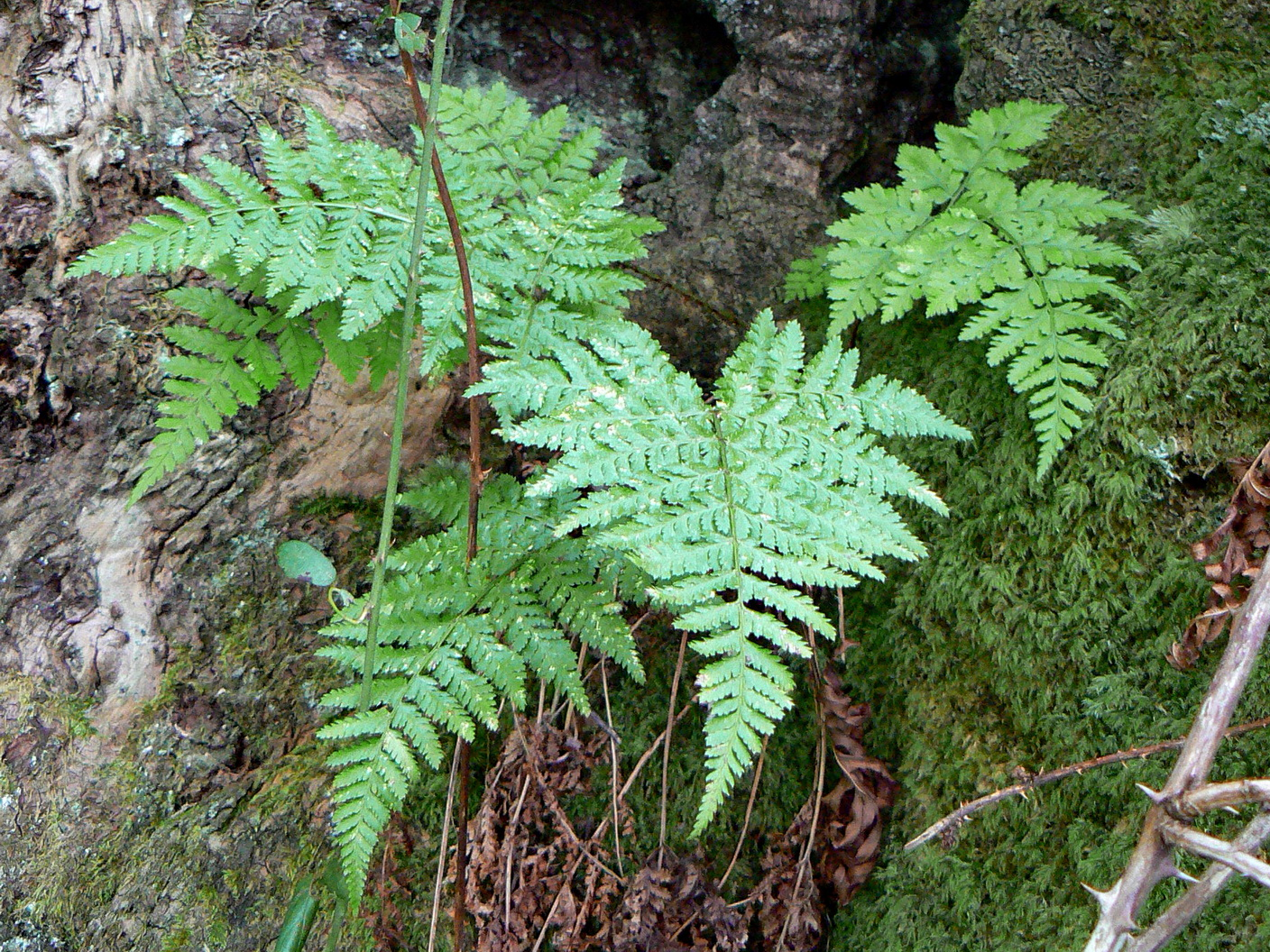